# Leuctra tergostyla
Leuctra tergostyla är en bäcksländeart som beskrevs av Wu, C.F. 1973. Leuctra tergostyla ingår i släktet Leuctra och familjen smalbäcksländor. Inga underarter finns listade i Catalogue of Life.